# Giro dei Paesi Baschi 1989
Il Giro dei Paesi Baschi 1989, ventinovesima edizione della corsa, si svolse dal 3 al 7 aprile 1989 su un percorso di 676,1 km ripartiti in cinque tappe (l'ultima suddivisa in 2 semitappe). Fu vinto da Stephen Roche, davanti a Jesús Blanco Villar e Federico Etxabe.

## Tappe
| Tappa  | Data     | Percorso                            | km    | Vincitore di tappa | Leader cl. generale |
| ------ | -------- | ----------------------------------- | ----- | ------------------ | ------------------- |
| 1ª     | 3 aprile | Lazkao > Lazkao                     | 155   | Johnny Weltz       | Johnny Weltz        |
| 2ª     | 4 aprile | Galdácano > Valle de Trápaga        | 36    | Andrew Hampsten    | Peio Ruiz Cabestany |
| 3ª     | 5 aprile | Valle de Trápaga > Ibardin          | 183   | Eric Van Lancker   | Eric Van Lancker    |
| 4ª     | 6 aprile | Vera de Bidasoa > Vitoria-Gasteiz   | 178   | Jeff Pierce        | Jesús Blanco Villar |
| 5ª-1ª  | 7 aprile | Vitoria-Gasteiz > Zumaia            | 120   | Casimiro Moreda    | Jesús Blanco Villar |
| 5ª-2ª  | 7 aprile | Zumaia > Zumaia (Cron. individuale) | 4,1   | Stephen Roche      | Stephen Roche       |
| Totale | Totale   | Totale                              | 676,1 |                    |                     |

## Classifiche finali

### Classifica generale
| Pos. | Corridore           | Squadra | Tempo     |
| ---- | ------------------- | ------- | --------- |
| 1    | Stephen Roche       | Fagor   | 17h14'07" |
| 2    | Federico Etxabe     | BH      | a 1"      |
| 3    | Jesús Blanco Villar | Seur    | a 3"      |
| 4    | Pedro Muñoz         | ONCE    | a 5"      |
| 5    | Álvaro Pino         | BH      | a 10"     |